# Kazy család
Garamveszelei és garamvezekényi Kazy család Bars vármegyei birtokos nemes család, melynek tagjai nagyobb részben megyei hivatalokat viseltek.
Leszármazása Kazy János huszárkapitánytól ismert, aki 1664-ben a török ellen harcolva esett el.
1701-ben I. Lipót magyar királytól Kazy János a bars vármegyei Nagysallón, Alsóveszelén, Kissárón és Barsbaracskán kapott birtokokat az örökös nélkül elhunyt Maszlik Pál után.
Léván éltek, de Kazy István ága Nemesorosziban telepedett meg és a verebélyi és szentgyörgyi székben töltöttek be fontos hivatalokat.
1913-ban Kazy József bárói méltóságot kapott.
A Kazy családi levéltárak középkori anyaga Léván semmisült meg, a Magyar Nemzeti Múzeum levéltárába letétbe helyezett anyag pedig 1945-ben pusztult el.
A család címere: zöld alapon balra fordult, görbe kardot tartó vörös leopárd szintén görbe kardot tartó arany oroszlánnal küzd, mely jobb lábával levágott török fejen áll. A pajzs felső jobb sarkában félhold, balfelől hatszögű aranycsillag. Sisakdísz: jobbról két ezüst holddal ellátott zöld, balról két arany csillagos vörös zászló között páncélos, sisakos és vörös ruhás magyar vitéz. Takarók: kék-arany, vörös-ezüst.

## Nevesebb tagjai

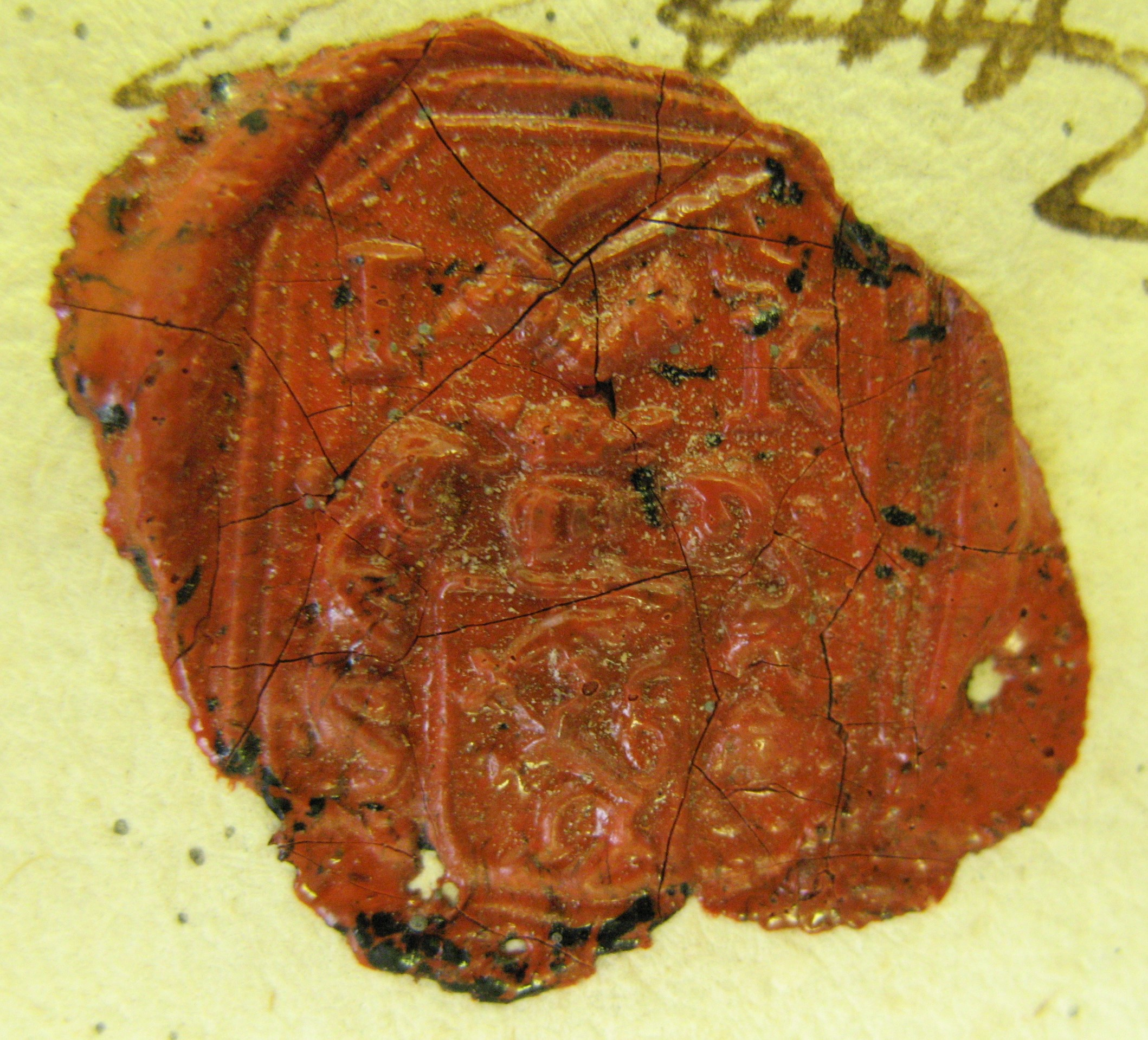
Kazy János Bars vármegyei helyettes alispán pecsétje 1698-ból
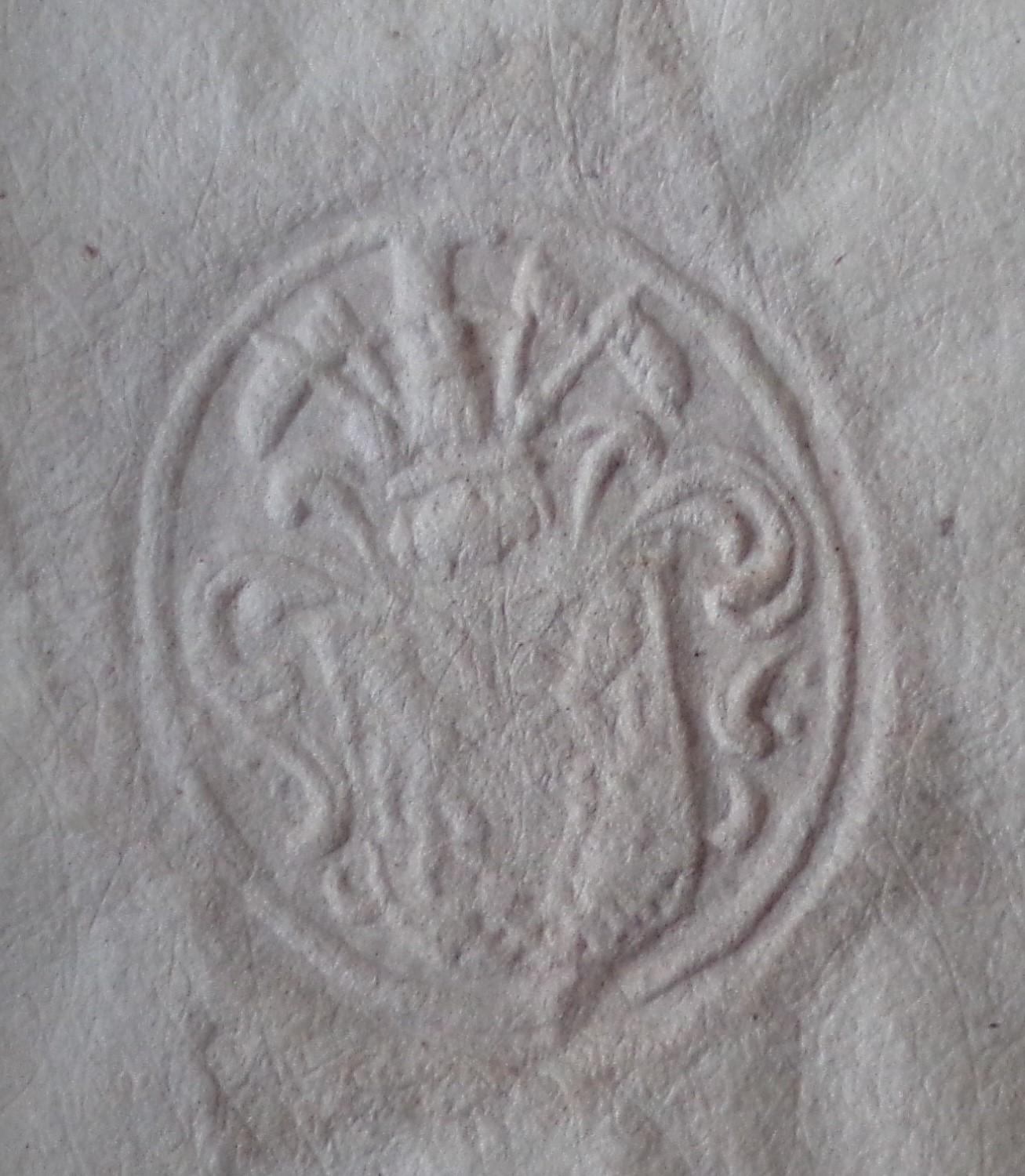
Kazy József verebély széki alispán pecsétje 1767-ből

- Kazy János 1693-ban lévai harmincados volt.
- Kazy László 1722-ben Bars vármegye országgyűlési követe.
- Kazy János helyettes alispán 1693–1711.
- Kazy József verebély széki alispán 1767-ben
- Kazy László 1818-ig a verebélyi szék másod-, 1818-tól (1831) első alispánja.
- Kazy János (1853-1912) országgyűlési képviselő, Bars vármegye főispánja.
- Kazy József (1856-1923) politikus, országgyűlési képviselő, államtitkár, huszáralezredes.

## Kastélyaik
- Dalmad
- Nemesoroszi, úrilak
- Tőre[5]